# Setina mediterranea
Setina mediterranea là một loài bướm đêm thuộc phân họ Arctiinae, họ Erebidae.